# 野村正信
野村 正信（のむら まさのぶ）は、日本のアニメ美術監督。株式会社美峰代表取締役。
2024年2月28日付で美峰の新社長に就任。

## 参加作品
※特記のない限り、全て美術監督としての参加。

### テレビアニメ
1999年
- 今、そこにいる僕

2001年
- 地球少女アルジュナ

2007年
- REIDEEN
- BLUE DROP 〜天使達の戯曲〜

2008年
- ワールド・デストラクション 〜世界撲滅の六人〜

2010年
- 生徒会役員共
- パンティ&ストッキングwithガーターベルト
- スーパーロボット大戦OG -ジ・インスペクター-

2011年
- トリコ（美術デザイン）

2012年
- K

2013年
- フォトカノ（美術設定）
- 超次元ゲイム ネプテューヌ THE ANIMATION
- COPPELION

2014年
- 金田一少年の事件簿R（2014年 - 2016年、美術設定）
- 星刻の竜騎士
- アカメが斬る!（美術設定）
- ワールドトリガー（2014年 - 2016年、美術設定）
- そにアニ -SUPER SONICO THE ANIMATION-（美術設定）

2015年
- うたわれるもの 偽りの仮面（美術設定）

2016年
- キズナイーバー
- パズドラクロス

2017年
- リトルウィッチアカデミア
- 賭ケグルイ

2020年
- 映像研には手を出すな！
- BNA ビー・エヌ・エー

2021年
- 俺だけ入れる隠しダンジョン
- 86-エイティシックス-

2022年
- うる星やつら

### 劇場アニメ
2009年
- ホッタラケの島 〜遥と魔法の鏡〜

2010年
- マルドゥック・スクランブル 圧縮

2011年
- アップルシード XIII 〜遺言〜
- マルドゥック・スクランブル 燃焼
- アップルシード XIII 〜預言〜

2012年
- マルドゥック・スクランブル 排気

2013年
- トリコ 美食神の超食宝（イメージボード）

2014年
- 楽園追放 -Expelled from Paradise-

2018年
- ニンジャバットマン

2019年
- 映画ドラえもん のび太の月面探査記（美術設定）

2021年
- 劇場版 Fate/Grand Order -神聖円卓領域キャメロット- 後編 Paladin; Agateram（美術監督）

2023年
- 映画ドラえもん のび太と空の理想郷（美術設定）

### OVA
2007年
- ツバサ TOKYO REVELATIONS
- 装甲騎兵ボトムズ ペールゼン・ファイルズ

2008年
- バットマン ゴッサムナイト

2009年
- 少女ファイト 野良犬たちのおでかけ
- ファースト・スクワッド

2010年
- 装甲騎兵ボトムズ 孤影再び
- 装甲騎兵ボトムズ 幻影篇

2011年
- テニスの王子様 OVA ANOTHER STORY II 〜アノトキノボクラ
- アップルシード XIII

2012年
- アラタなるセカイ 未来編

### Webアニメ
2022年
- 賭ケグルイ双

2024年
- ゴーゴートに乗って